# Josep Maria Uyà Puigmartí
Josep Maria Uyà Puigmartí   (Sabadell, 28 de setembre de 1960 - Monells, 19 d'octubre de 2019), que firmava JMa Uyà, va ser un poeta, dramaturg, assagista i professor català.
Doctor en Filologia hispànica per la Universitat Autònoma de Barcelona el 1995, es dedicà a l'ensenyament secundari a Arbúcies, Celrà i Girona, i compaginà aquesta ocupació amb l'escriptura d'obres centrades en la poesia i la metafísica. També publicà articles d'opinió al diari El Punt Avui. Va treballar amb la Cia. 2x2 Teatre, de Celrà, i també va col·laborar en altres projectes de teatre escolar. Va estrenar "Diàleg a 4" dins els Diàlegs a 4 bandes, cicle de peces dramàtiques breus organitzat per Platadedrama.
De setembre a novembre de 2021 la Fundació Fita de Girona li va dedicar l'exposició "La intempèrie de JMa Uyà (1969-2019), poeta i pensador", així com l'escrit Bio-bibliografia i Àlbum de Josep Maria Uyà, poeta-pensador, en el marc de la seva col·lecció "Mestres Artistes".

## Obra[1]
Poesia
- Dèiem ànima civil (Alcoi, 1989)
- Noces del sentit (Vic, 1999)
- Sa Nitja (Vic, 2004)
- Ànima civil (València, 2005)
- Ànima civil, 2000-2007 (Barcelona, 2008)

Assaig
- L'home sobrepassat (Girona, 2001)
- La intempèrie metafísica de Macedonio Fernández (Girona, 2004)[6]

Teatre
- Teatre del límit: trilogia de la intempèrie: Dom Juan; Cal·lígula; Faust[7][8]